# Association sportive de Cherbourg football
Maillots
Actualités
L'Association sportive de Cherbourg Football est un club de football français fondé en 1994. Il prend la suite de la section football de l'Association sportive de Cherbourg, club omnisports issu de la fusion en 1945 de onze clubs cherbourgeois.
Le club compte environ 360 licenciés répartis dans une vingtaine d'équipes.

## Historique

### Les débuts
L'Association sportive de Cherbourg est un club omnisports, crée en 1945, par regroupement de plusieurs sociétés sportives. La section football est issue principalement de l'AS cherbourgeoise-Stella et de l'Olympique bas-normand, mais aussi du CA cherbourgeois et de l'US cherbourgeoise.
L'Association sportive cherbourgeoise-Stella est fondée en 1919. Elle est affiliée à la Fédération française de football association dès 1919, et participe aux championnats du district de Basse-Normandie de la Ligue de football association de Normandie. En 1927, l'ASC Stella rejoint le premier championnat de division d'honneur de la Ligue de Normandie, qu'elle ne quittera plus jusqu'à la guerre. Elle s'illustre également en Coupe de France, en participant aux 16e de finale en 1929 (éliminée par Rennes 2-1) et à cinq reprises aux 32e de finale, en 1921, 1930, 1933, 1937 et 1940.
L'Olympique bas-normand est fondé en 1925, par fusion de GS Cherbourg et de l'US Équeurdreville.
Le Groupe sportif cherbourgeois est créé en 1921, affilié à la FFFA la même année, et joue les championnats du District de Basse-Normandie.
L'Union sportive équeurdrevillaise est créée en 1922, pour prendre la suite du PLJ d'Équeurdreville, démissionnaire de la 3FA, en championnat de première division du District de Basse-Normandie.
Après la fusion, l'OBN participe aux deux premières saisons de DH de Normandie (1927/28 et 1928/29), avant de retrouver sa place dans l'élite régionale, de 1933 jusqu'à la guerre.
Les deux autres clubs sont plus récents, le Club athlétique cherbourgeois est fondé en 1938, alors que l'Union sportive cherbourgeoise est affiliée en 1941.
Dès la saison 1945/1946, la section football de l'Association sportive de Cherbourg, participe au championnat de division d'honneur de la Ligue de Normandie, avec à sa tête le légendaire Anglais George Kimpton.
En 1955, l'ASC est championne de Normandie de division d'honneur sous la direction de Maurice Blondel, entraîneur général de 1950 à 1956. Aucun club de Cherbourg n'avait encore conquis ce titre. Marcel Mouchel est alors le joueur emblématique de l'équipe.
L'ASC accède pour la première fois en septembre 1955 au Championnat de France Amateurs (CFA), dans le groupe Ouest mais redescend la saison suivante. L'ancien international Ernest Vaast, devenu entraîneur-joueur, réédite l'exploit de Maurice Blondel en 1957 : l'ASC est championne de Normandie de division d'honneur et retrouve le CFA où elle reste trois saisons. Dans les années 1950, elle atteint les 16e de finale de la Coupe de France en 1952 et 1958, et les 32e à cinq reprises, en 1951, 1955, 1956, 1959 et 1960.

### L'épopée professionnelle
En avril 1960, l'ASC dépose de candidature pour participer au championnat de France professionnel de deuxième division, en même temps que trois autres clubs : le CA Gombertois, l'IC Oranais et le CALO. Si les candidatures du club marseillais et de la Ligue d'Oranie ne sont pas admises, l'AS Cherbourg est autorisée à utiliser des joueurs dans une équipe professionnelle, en remplacement du FC Sète, forfait. Cette arrivée en 2e division du championnat professionnel s'accompagne du rachat d'une grande partie de l'effectif du FC Sète, qui a renoncé au statut professionnel.[réf. nécessaire].
L'ancien international André Simonyi devient entraîneur-joueur. Les résultats ne sont pas bons et Cherbourg n'obtient son meilleur classement qu'en 1966-67, sa dernière saison : 9e sur 18, avec Émile Rummelhardt, recruté comme entraîneur en 1962.
Mais la Coupe de France permet de nouveau à Cherbourg de briller. Le club se qualifie pour les 8e de finale en 1964 (éliminé par l'Olympique de Lyon, futur vainqueur) et en 1965 (éliminé par l'US Valenciennes-Anzin). Cette saison 1965-1965, le record d'affluence au stade est battu avec 8 822 spectateurs. Cherbourg atteint même, en 1966, les quarts de finale, une première dans son histoire. Après avoir éliminé Lille 1-0 en 8e, les Cherbourgeois s'inclinent face au futur vainqueur, le RC Strasbourg (0-1). 
Après sept saisons de professionnalisme, Cherbourg doit renoncer à sa franchise en raison de son peu de moyens financiers,. Le public se fait rare au stade municipal…
- Bilan en championnat : 242 matches joués, 69 victoires, 74 nuls, 99 défaites, 319 buts marqués, 400 buts encaissés (- 81)
- Affluence moyenne : 2 770 spectateurs par match

### La relance
Pour la saison 1967/68, comme le prévoit le règlement de la FFF,,, l'équipe première de l'AS Cherbourg intègre le Championnat de France amateurs, avant d'être releguée dès la saison suivante en division d'honneur des championnats régionaux de Normandie. En 1970, une nouvelle crise financière touche l'ASC alors menacée de disparition. Les joueurs restés fidèles en appellent comme entraîneur à Marcel Mouchel, ex-international amateur, légende du club. Georges Strac devient président. La situation est précaire : n'ayant même pas de terrain pour s'entraîner, les Cherbourgeois se maintiennent en DH en 1973 lors de la dernière journée de championnat.
En 1978, le club intègre la nouvelle Division 4 puis accède au Division 3 en 1985. De 1993 à 1998, il dispute le championnat National.
En 1994, toutes les sections sportives de l'AS Cherbourg deviennent autonomes, la section football prend le nom de « Association sportive de Cherbourg football ».
Au début des années 2000, l'AS Cherbourg réalise un bon parcours en CFA et termine deux fois deuxième de son groupe. La Fédération française de football lui décerne le titre de champion de France amateurs pour la saison 2001-2002, couronnant ainsi son accession en National.

### 2002-2009: National
Pour son retour en National en 2002, Cherbourg effectue une bonne première saison et termine 12e dans un championnat difficile financièrement avec des dépenses de niveau professionnel et des recettes d'amateur. La saison suivante, alors que l'objectif est d'accéder en Ligue 2, l'équipe termine péniblement 13e : Patrice Garande est écarté et remplacé par Hubert Velud, qui obtient une 9e place et s'en va. En 2004, les dirigeants prennent Hervé Renard comme entraîneur : il assure le maintien au cours de ses deux saisons : 14e, puis 12e. Noël Tosi lui succède en 2006. Lors de sa première saison, l'équipe manque la montée, à deux points de Nîmes. Mais la saison suivante, alors que l'accession en Ligue 2 est un objectif fortement affiché, Cherbourg termine… à la dernière place. Noël Tosi part : Jean-Marie Huriez, l'adjoint historique, lui succède.

#### Bilan
Bilan en National, en sept saisons (2002-2009) :
- 266 matches joués, 77 victoires, 97 nuls, 92 défaites, 283 buts pour, 301 buts contre (- 18)
- Joueurs utilisés : 1. Miranda 177 matches, 2. Gambillon 174, 3. Hérauville 157, 4. Tanguy 152, 5. Barré 151
- Buteurs : 1. Adnane 33 buts, 2. Miranda 23, 3. Gosselin 17, 4. Socrier 16, 5. Lecoq 15
- Affluence à domicile : 1 632 spectateurs de moyenne.

### 2009-2011: CFA
Les deux années passées en CFA sont difficiles. La saison 2010-2011 est assez surprenante. Avant-dernier du groupe D (16e) à la trêve hivernale, Cherbourg remonte jusqu'à la 2e place en fin de saison. Le club réussit également à participer aux 16e de finale de la Coupe de France.

### 2011-2013: National
L'AS Cherbourg revient dans le championnat National après deux saisons passées en CFA. Bien que classée deuxième de son groupe, elle obtient son accession grâce à la décision de la FFF et de la DNCG (Direction nationale du contrôle de gestion) de rétrograder quatre clubs en difficultés financières : RC Strasbourg, Gap HAFC, AS Cannes et Pacy-sur-Eure PVEF.
Le 12 juin 2012, la Direction nationale du contrôle de gestion (DCNG) de la Fédération française de football décide de rétrograder administrativement le club en CFA : il manque 200 000 € au bilan financier de la saison écoulée. Trois semaines plus tard, les dirigeants cherbourgeois ayant présenté les garanties nécessaires, la DNCG rapporte sa décision.

### La dégringolade, puis la remontée
La saison 2012-2013 est catastrophique, l'équipe termine 19e sur 20 et retombe en CFA. L'entraîneur Jean-Marie Huriez quitte le club pour le Stade Malherbe de Caen. La saison 2013-2014 aggrave encore la situation, qui voit le club, en terminant 14e, redescendre encore d'un niveau, en CFA2, et perdre une nouvelle fois son entraîneur, Denis Goavec. La situation tourne ensuite à la confusion avec une invraisemblable succession de décisions administratives contradictoires : en trois mois, le club passe de la division d'honneur à la division supérieure régionale (DSR), puis revient en division d'honneur, avant de redescendre en DSR, pour, finalement, être imposé en division d'honneur, un niveau que l'AS Cherbourg n'avait plus connu depuis trente-six ans ! Mais la dégringolade ne s'arrête pas là : la saison 2015-2016 est un nouveau supplice avec la relégation en division supérieure régionale (DSR), septième niveau du football français. Le club remonte ensuite (doucement) la pente avec un retour en division d'honneur, puis en National 3 en 2018.

### La fin du niveau national
En 2023, le club est exclu des championnats nationaux par la Direction nationale de contrôle et de gestion (DNCG) de la Fédération française de football (FFF). L’AS Cherbourg n’a pas pu boucler son budget de 600 000 euros pour la saison 2022-2023 en raison d’un déficit qui dépasserait les 200 000 euros. La Ligue de Normandie de football décide, le lundi 10 juillet 2023, de rétrograder le club en Régional 3. Jamais le club n'était tombé aussi bas depuis sa création en 1945.
Le 30 septembre 2023, de nouveaux investisseurs prennent possession du club et un nouveau président, Fabien Lemarinel, 35 ans, est élu en remplacement de Gérard Gohel, en place depuis trente-quatre ans. Lors de la saison 2023-2024 le club de l'AS Cherbourg terrasse la Régional 3 en finissant 1er de sa poule grâce à ces efforts l'équipe remonte en Régional 2 pour la saison 2024-2025. Cette saison sera presque aussi réussi que la précédente : ils finissent 2e de leur poule. Le club remonte alors en Régional 1, au bord des championnats nationaux, pour la saison 2025-2026. Ils n'aura fallu que très peu de temps à l'AS Cherbourg pour commencer à revenir dans l'élite. 

## Identité du club

### Logos

Logo jusqu'en 2019.
Logo de 2019 à 2023.
Logo depuis 2023

## Coupe de France
Depuis sa création, l'AS Cherbourg a participé une fois aux 1/4 de finale, trois fois aux 8e, neuf fois aux 16e et 18 fois aux 32e.
- Meilleure performance : 1/4 de finale : 1965-66, élimination par le RC Strasbourg (D1) 1-0, à Rouen (Seine-Maritime).

## Résultats sportifs et palmarès

### Palmarès
- Champion de France amateurs : 2002
- Champion de France Division 4 (groupe B) : 1985, 1989
- Coupe de France : meilleure performance : 1/4 de finale (1966)
- Champion de Normandie de Division d'honneur : 1955, 1957
- Coupe de Normandie : 1962

## Entraîneurs
- George Kimpton (1946–1950)
- Maurice Blondel (1950–1956)
- André Simonyi (1960–1962)
- Émile Rummelhardt (1962–1967)
- Maurice Lafont (1967–1968)
- Jacques Largouet (1977–1989)
- Gilles Eyquem (1989–1992)
- Jacques Largouet (1992–1993)
- Bruno Scipion (1993–1994)
- Jacques Largouet (1994–1997)
- Bernard Broggini (1997–1998)
- Olivier Potet (1998–1999)
- Patrice Garande (1999–2004)
- Hubert Velud (2004–2005)
- Hervé Renard (2005–2007)
- Noël Tosi (2007–2009)
- Jean-Marie Huriez (2009–2013)
- Denis Goavec (2013-2014)
- Vincent Hébert (2014–2019)
- Noël Tosi (2019-2020)
- Vincent Hébert & Matthieu Travers (2020-2024)
- Christophe Gosselin (2024-)

## Anciens joueurs
- Youssef Adnane
- Alain Bernard
- Aurélien Boche
- Fabrice Catherine
- Patrick Chaslerie
- Papiss Cissé
- Victor Correia
- Thierry Cygan
- Laurent Delahaye
- Gaëtan Deneuve
- Joris Di Gregorio
- Jawad El Hajri
- Julien Féret
- Olivier Fontenette
- Richmond Forson
- Pierre Germann
- Christophe Gosselin
- Bruno Grougi
- Frédéric Guilbert
- Steve Haguy
- Jean-Marie Huriez
- Bébé Kambou
- Christel Kimbembe
- Thomas Kokkinis
- Maurice Lafont
- Arnauld Lucas
- Sébastien Mazurier
- Mickaël Ménétrier
- Marcel Mouchel
- Lys Mouithys
- Cédric Moukouri
- Pape Amadou N'Diaye
- Richard Socrier
- Stéphane Tanguy
- Alexis Thébaux
- Ernest Vaast
- David Voisin
- Edouard Mendy

### Période professionnelle 1960-67
- Amédée Addoh
- Ernest Bodini
- Jean-Claude Bolis
- André Castel
- Christian Cheyssac
- Paul Coquen
- René Donoyan
- Réginald Dortomb
- Armand Fouillen
- Louis Gasparini
- Claude Globez
- Charles Gosselin
- André Guillon
- Yvon Jublot
- Alloua Khima
- Alexandre Klemenczak
- Jacques Largouet
- Richard Lehureaux
- Mohamed Lekkak
- Jean-Claude Lhomme
- Jean Lion
- Roger Marchi
- Roger Moine
- Christian Montes
- Jacques Muller
- Claude Plancque
- Yves Poirier
- Louis Rault
- Jean Rivet
- Jules Sbroglia
- Fernand Seddek
- Jacky Simon
- André Simonyi
- Guillaume Tikouré
- Raymond Wosniesko
- Ernest Yapi
- Gérard Zaniewski